# Kerk van Den Horn
De kerk van Den Horn is een kerkgebouw in het Groninger dorp Den Horn. De kerk is gebouwd in 1862. Tot dan kerkte het dorp in het kerkje van Lagemeeden dat echter wegens bouwvalligheid gesloopt werd, het kerkhofje van de oude kerk is bewaard gebleven.

De kerk is een eenvoudige zaalkerk in eclectische stijl. De zijgevels worden verdeeld in vijf vlakken met halfronde vensters, het voorste venster is dichtgezet. De voorzijde wordt gevormd door een fraaie klokgevel met direct achter de gevel een slanke, opengewerkte dakruiter. De kerk is eigendom van de Stichting Oude Groninger Kerken.

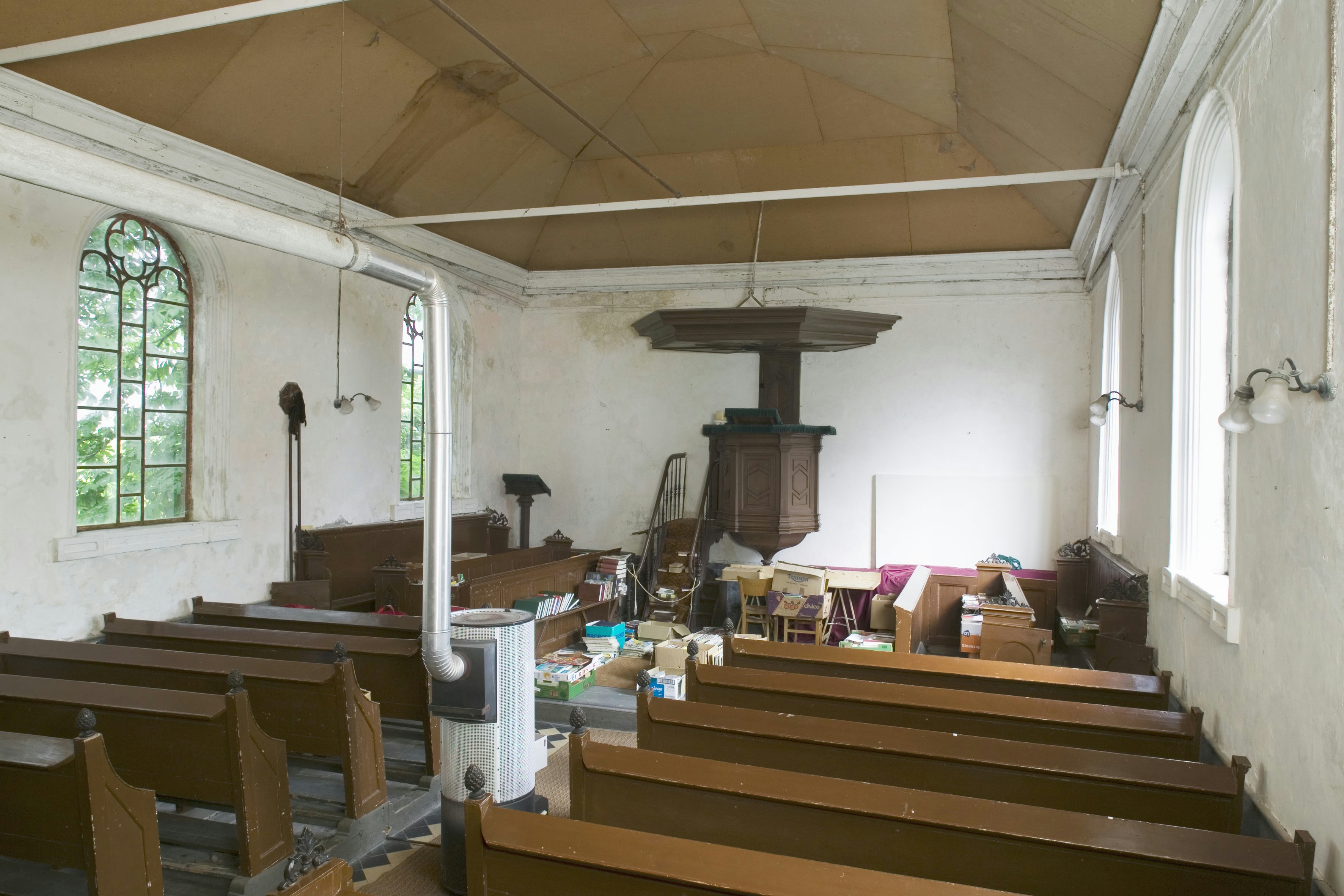
Interieur (2007)
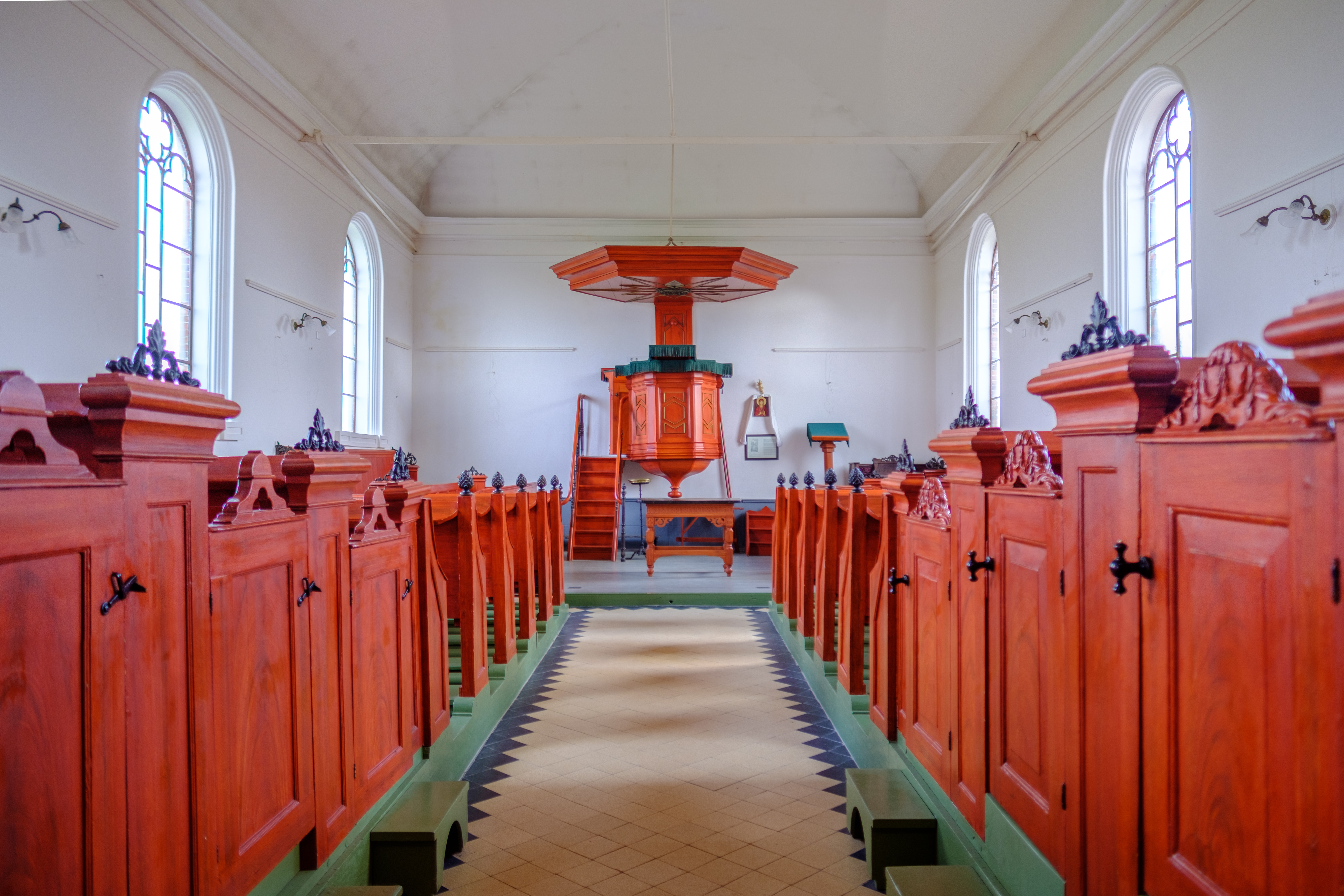
Interieur (2022)
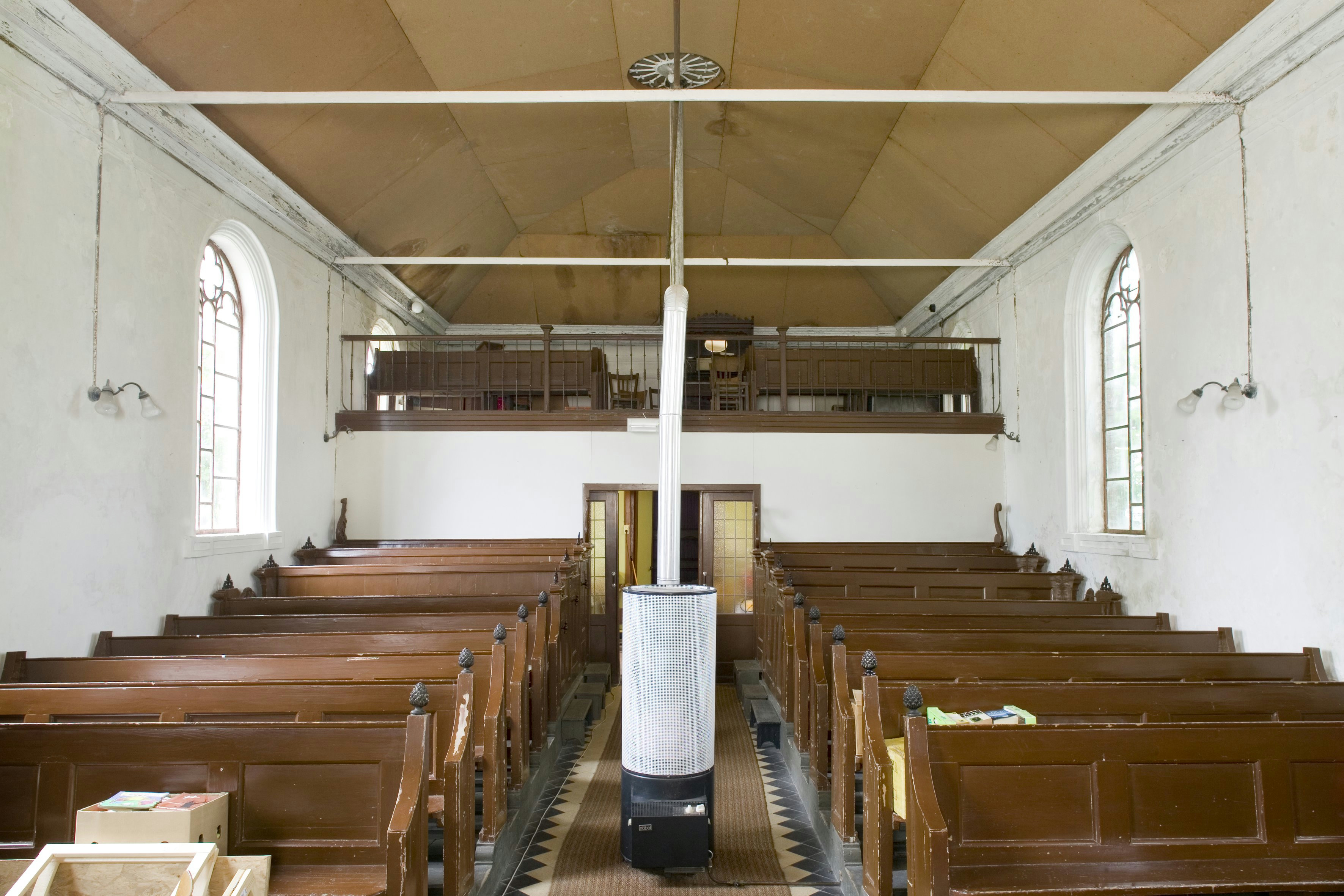
Interieur gezien naar achteren (2007)
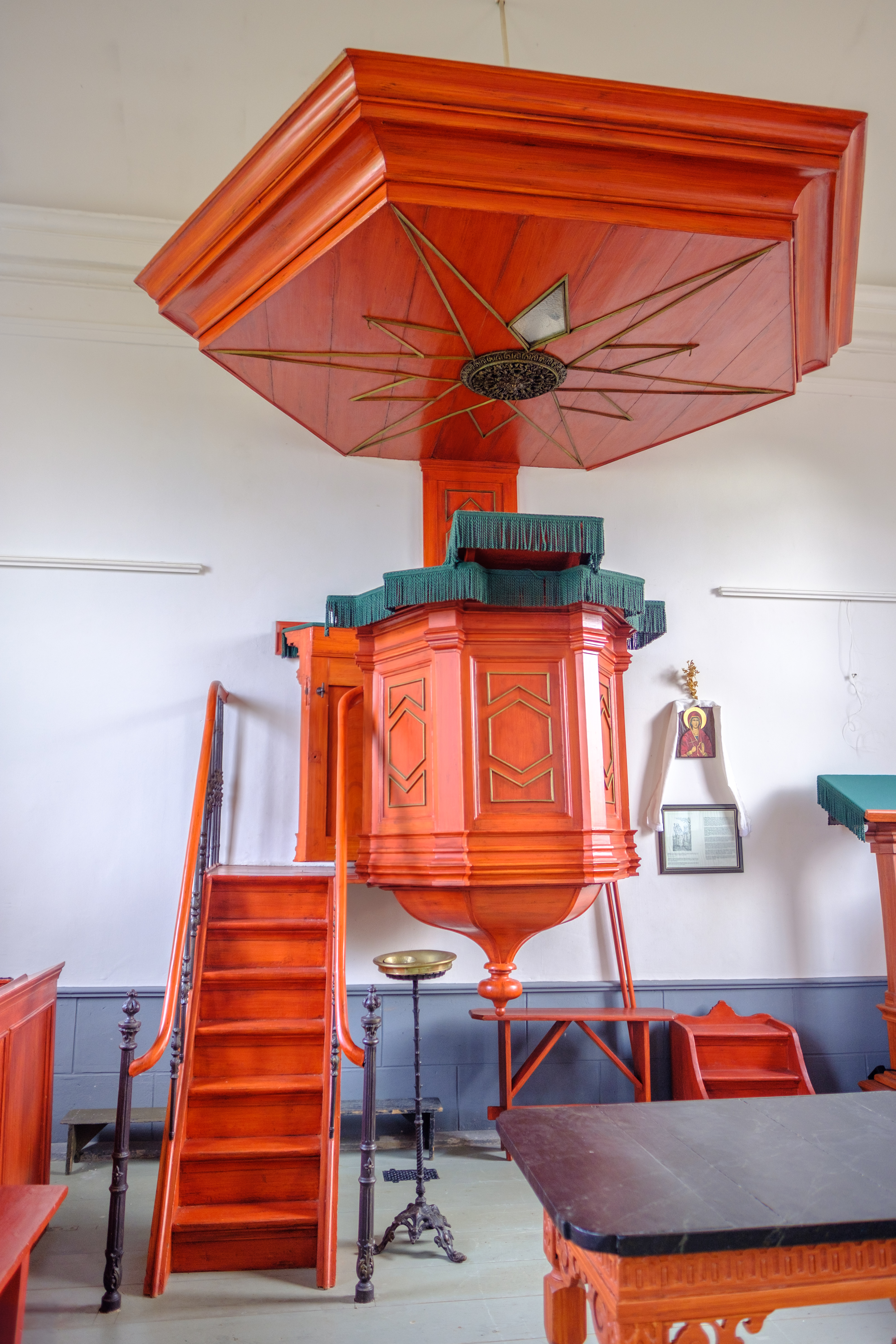
Kansel